# Основной инстинкт (телепередача)
Основной инстинкт — телепередача в жанре политического ток-шоу, выходившая на «Первом канале» в 2003—2005 годах. Ведущая — Светлана Сорокина. В марте-июне 2003 года, во время войны в Ираке, передача часто выходила в прямом эфире на московский регион и на остальные регионы в записи, позднее — только в отложенной записи.
Похожие передачи с Сорокиной ранее выходили на НТВ и ТВ-6 под названием «Глас народа» и на ТВС под названием «Ничего личного».

## Смысл названия программы
Цитата из аннотации к программе: «Основной инстинкт — выжить и сохранить себя как личность, несмотря на стихийные бедствия и политические катаклизмы. Как это сделать — вопросы новой программы».
Предлагались другие варианты названия — «Сорокина», «Ток-шоу Светланы Сорокиной» (именно под таким названием ток-шоу изначально указывалось в печатных телепрограммах), «Политпросвет», «Ещё не „Время“» (поскольку изначально передача стояла в сетке до программы «Время») или «Самое время», «Временное правительство». В конечном итоге было принято решение назвать программу «Основной инстинкт» — по аналогии с известным фильмом Пола Верхувена. Название программы предложила руководству телеканала ведущая Светлана Сорокина.

## Формат
Формат программы подразумевал под собой обсуждение одной актуальной общественно-политической, культурной или социальной темы в течение выделенного часа эфирного времени, с привлечением телемостов, видеоматериалов, репортажей или комментариев от собственных корреспондентов «Первого канала». Два раза — в начале программы и ближе к концу эфирного времени — ведущая предлагала зрителям в студии ответить на поставленный вопрос с двумя вариантами ответа — «Да» или «Нет». Голосование проводится при помощи специализированных пультов с двумя кнопками. Результаты голосования в процентном соотношении выводились на плазменный экран в студии.
По словам самой Светланы Сорокиной, идея передачи возникла у неё ещё во время работы на телеканале ТВС, но выход ток-шоу в эфир там сорвался из-за начавшихся финансовых и кадровых трудностей: 

На самом деле, первоначально это была идея вообще ежедневного ток-шоу общественно-политического, и первой я обсуждала эту тему именно на ТВС, и в декабре я обсуждала её именно с руководством канала ТВС. В силу того, что «Ничего личного», как программа локальная, я поняла, что это не мой формат, я сама и быстро закрыла эту программу, и решила, что надо делать всё-таки ток-шоу. И конечно же, первым делом попробовала поговорить об этом на ТВС. Но, наверное, внимательные и заинтересованные зрители знают о сложностях некоторых на этом канале. В общем, короче говоря, никто конечно не был против, чтобы я делала это ток-шоу, но... учтите, вся эта нестабильность, она, разумеется, не прибавляет охоты людям, например, приходить на канал. Так, собрать команду для ток-шоу из профессионалов мне там было, конечно, очень затруднительно, это не секрет. И в силу того, что опять надо было подождать, опять ещё чего-то, в этот момент как раз продюсер Александр Левин оказался уже практически кандидатом на выход, это вообще-то мой товарищ, и именно с ним бы я тогда уж стала бы делать ток-шоу на канале, с ним и с Нонной Агаджановой, эти люди тоже оказались уже ненужными каналу. В общем, так все сложилось, что в это время поступило предложение поговорить о возможном проекте на «Первом канале».

## История
Разработка нового политического ток-шоу на «Первом канале» началась зимой 2003 года, после того, как с канала ТВС перешла Светлана Сорокина. Заявлялось, что это будет программа с малой возможностью цензурирования — по причине того, что будет она идти в прямом эфире. Первый выпуск вышел 4 марта 2003 года. Сам же канал основательно подготовился к запуску нового политического ток-шоу, перекроив вечернюю сетку вещания и отказавшись от трансляции рейтинговых телеигр «Слабое звено» и «Русская рулетка».
Изначально ток-шоу выходило три раза в неделю во вторник, среду и четверг вечером в 20:00 — за час до программы «Время», в формате актуального общественно-политического ток-шоу. Но уже в мае того же года количество эфиров в неделю было сокращено с трёх до двух — во вторник и в четверг. Руководство канала мотивировало изменения в сетке вещания уменьшением постоянной аудитории политических передач в летнее время.
С 5 сентября 2003 года передача стала выходить только один раз в неделю — в пятницу вечером в 19:00 (иногда в 18:50). Выпуски программы стали часто подвергаться цензуре, подбор тем и героев для выпусков программы на политические темы (с выпусками на общественные темы такое происходило реже) начал строго контролироваться сверху, а при монтаже из них начали вырезать или вырывать из контекста некоторые нежелательные реплики, в результате чего смысл отдельных высказываний приглашённых гостей искажался. По словам Светланы Сорокиной, из программы также часто исчезали выводы и высказывания участников, расходившиеся с идеологией канала.
В случае крупномасштабных чрезвычайных происшествий, произошедших в стране в день выхода выпуска передачи в эфир, заранее записанный выпуск программы снимался с эфира и заменялся в сетке вещания на другую передачу. В частности, так произошло в день взрывов в метро 6 февраля 2004 года — руководство телеканала отказалось выпускать в эфир передачу по следам трагедии в метро и поставило вместо неё сериал «Земля любви, земля надежды». А во время террористического акта в Беслане эфирное время передаче не было выделено, так как она находилась в летнем отпуске, а её первый выход в эфир в сентябре был обговорен с руководством ещё летом. При этом 17 апреля 2003 года, когда в Москве был убит оппозиционный политик и депутат Сергей Юшенков, программе «Основной инстинкт» не было разрешено выйти в эфир со специальным выпуском о случившемся, и вместо него всё же вышел плановый эфир, в котором речь шла о войне в Ираке и жизни этой страны после Саддама Хусейна (об убийстве Юшенкова только коротко рассказали в начале передачи).
Выпуск «Жизнь взаймы» о бедственном положении российской провинции, назначенный на 11 декабря 2003 года, был отменён по желанию ведущей, хотя был проанонсирован в «Вечерних новостях». Анонс программы был убран с официального сайта канала, там же в сетке вещания вместо «Основного инстинкта» в 19:00 указали сериал «Земля любви, земля надежды».

### Закрытие программы
Первый раз программа не вышла в эфир в январе 2005 года, после новогодних праздников. В это же время появилась первая информация о том, что ток-шоу может быть закрыто. Руководство мотивировало это тем, что оно находится на доработке и скоро вернётся в эфир в обновленном варианте. Выпуск программы был возобновлён в феврале 2005 года.
10 июня 2005 года «Основной инстинкт» вышел в эфир в последний раз. Летом того же года в прессе появились сообщения о том, что программа не выйдет из летнего отпуска, а уже в начале сентября 2005 года на сайте «Первого канала» она была внесена в список архивных передач (одновременно будучи финалистом ТЭФИ-2005), ввиду того, что была окончательно закрыта по обоюдному согласию ведущей с руководством канала.
Наиболее вероятной причиной закрытия считается нежелание Сорокиной реформировать формат программы. Как впоследствии объяснил Константин Эрнст в интервью «Огоньку»: «У нас (со Светланой Сорокиной) возникали споры о развитии программы. Я пытался ориентировать программу в сторону социальности, а Светлана — таких разборок внутри Садового кольца». В 2008 году в интервью Евгению Левковичу под заголовком «Не показывать на „Первом канале“ Каспарова и Лимонова — это моё личное решение» он же отозвался о передаче в резко критической форме и заявил, что «Сорокина делала неинтересную программу», и он «с ней мучился страшно». «У неё [Сорокиной] нет никакого системного видения мира… У неё в ходе перестройки забиты были эти стереотипы, как у половины сотрудников „Эха Москвы“».
По версии Владимира Кара-Мурзы, ток-шоу могло закрыться вследствие закулисных войн вокруг вручения премии ТЭФИ. На одном из заседаний телеакадемии Сорокина имела неосторожность проголосовать против ток-шоу Андрея Малахова, выходившего на том же телеканале. Это (по мнению автора) и могло стать одним из толчков к закрытию передачи.
Сорокина же заявила, что не может работать в сложившихся на канале условиях (цензура, стоп-листы, запреты на освещения отдельных тем, в том числе и дела ЮКОСа, отсутствие прямого эфира), и ушла с «Первого канала». Вместо «Основного инстинкта» в эфир стало выходить аналогичное ток-шоу «Судите сами» с Максимом Шевченко, куда перешёл весь коллектив, работавший над проектом Сорокиной, кроме неё самой.

### Известные выпуски
25 июня 2004 года в программе обсуждался скандал Филиппа Киркорова с журналисткой Ириной Ароян в Ростове-на-Дону. На программе прозвучало много нелицеприятных слов в адрес Киркорова, а Сорокина вела эфир в розовой кофточке, на что не преминул обратить внимание Киркоров.

## Награды
- Государственная премия Российской Федерации
- ТЭФИ (2005, уже будучи закрытой)[56]

## Экстренное вещание
- 7 декабря 2003 года, в день выборов в Государственную Думу, программа вышла в эфир в 20:00 в формате большого итогового ток-шоу «Время выбора». В студии находились представители политических партий и известные политологи. Ведущими были Владимир Познер и Светлана Сорокина[57][58]. Эфир продлился до 1:30 ночи.